# 汪东兴
汪东兴（1916年1月9日—2015年8月21日），江西弋阳人，中国共产党和中华人民共和国政治人物，原正国级领导人，文化大革命时期重要政治人物。汪东兴于1932年加入中国共产党；是中共第九届中央政治局候补委员、第十届、十一届中央政治局委员，第十一届中共中央政治局常委、中央委员会副主席，第十二届中央候补委员（按得票数排名末位）；曾长期兼任中央警卫局局长，负责党主席毛泽东的警卫安全，為毛澤東的親信，他的權力在文化大革命中後期快速提升，其警衛隊成為繼林彪、「四人幫」、周恩來以外另一股政治勢力，他在執行方面亦發揮重要的作用，如在抓捕四人帮行动擔任其中一名决策人。1978年邓小平等中共元老掌权後，使其失勢被迫辞职下台。

## 生平

### 早年
1916年1月9日汪东兴出生于江西弋阳的一个贫苦农民家庭，早年加入河潭乡儿童团，担任团长。1931年加入中国共青团。1932年6月，转为中国共产党党员，并于同年参加中国工农红军。1933年1月，随部进入中央苏区。2月24日，红十军抵达光泽县，组成突击队，汪东兴担任侦破任务，率先攻入城内。随后部队整编，为红十一军第十九师，归中央红军第三军团彭德怀指挥，参与第四次反围剿战争。同年7月，组建红七军团，红十一军改编为红十九师，汪东兴调入其中红八十四团，任政治处青年干事。1933年10月，第五次反围剿战役中，国军重兵攻占中央苏区黎川县、金溪县，汪东兴在金溪守城战斗中负重伤，后转中央野战医院治疗。痊愈后，留在总兵站七兵团办事处任青年干事兼侦查排长，随主力转战闽西北，负责转运物资和伤员。之后被送往瑞金九堡彭杨步兵学校学习，后留校任一营三连政治指导员。随后，中央军委决定将公略步兵学校与彭杨步兵学校合并，汪东兴仍任第三连政治指导员。1934年10月，红军长征，步兵学校改编为中央军委干部团，汪东兴随部参加长征。1935年，任中央军委总政治部直属队指导员。1936年後，任红军第二野战医院（永坪总医院）政治委员，参加了红军在陕甘宁地区的东征、西征战役的医疗救护工作。
抗日战争爆发後，汪东兴历任八路军两延（延川、延长）河防司令部组织科科长，八路军卫生部政治部副主任兼组织科科长，白求恩国际和平总医院政治委员。1945年至1947年，任中共中央社会部第三室副主任、第二室主任等职。
第二次國共內戰时期，出任中央直属队司令部副参谋长。1947年，国军对中共控制的陕北地区发动重点进攻，中共中央被迫离开延安，但坚持在陕北转战。汪东兴随毛泽东、周恩来、任弼时等转战各地，负责警卫工作。6月8日凌晨，国军陕北刘戡部先头部队进入距离中共中央驻地王家湾仅一山之隔，毛泽东等人连夜撤退，汪东兴率领一排兵力断后，阻击国军一个团，国军因不明情况，不敢进攻。汪东兴也因战功，担任中共中央书记处办公处副处长兼警卫处处长，为毛泽东贴身警卫。1948年3月，中共中央转移通过黄河，汪东兴负责后勤及迁移工作。

### 建国初期

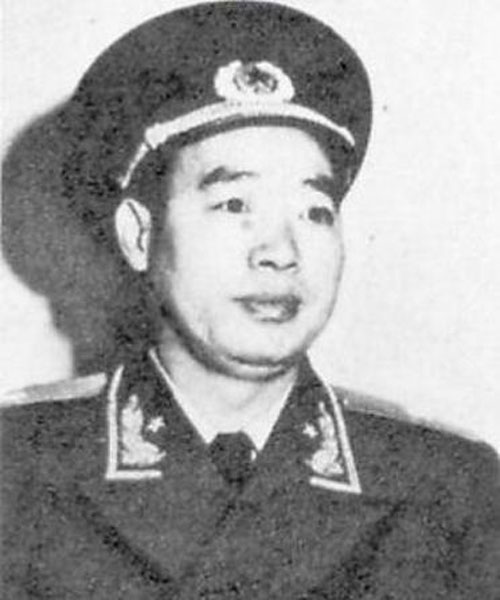
汪东兴少将授衔照（摄于1955年）

中华人民共和国成立後，1950年，汪东兴历任中央人民政府政务院秘书厅副主任，中共中央书记处办公处副处长、兼警卫处处长，公安部八局副局长。1953年，任公安部九局（中共中央办公厅警卫局）局长。1955年10月起，兼任中华人民共和国公安部副部长等职，是罗瑞卿的副手。凭借在公安、警卫工作中的努力，1955年，汪东兴还被授予中国人民解放军少将军衔，获三级八一勋章、三级独立自由勋章、二级解放勋章。掌管中南海内部的警卫；是北京卫戍区三人核心小组负责人、中共中央军委警卫局负责人。1958年6月至1960年8月，曾外放江西担任副省长兼江西省农垦厅厅长。1959年2月至1960年8月，任中共江西省委常委。曾兼任江西共产主义劳动大学副校长、党委书记。1959年6月至1960年8月，兼任中国科学院江西分院副院长。1960年至1970年6月，再次返回北京，任公安部副部长。

### 文革时期
文化大革命开始後，汪东兴逐步受到重用。1961年5月，再次担任任中共中央办公厅警卫局局长。1965年11月10日，汪东兴接替杨尚昆担任中共中央办公厅主任，并继续兼任中央警卫局党委第一书记、总参谋部警卫局局长。在1969年4月召开的中共九届一中全会上，被选为中央政治局候补委员。1970年8月下旬，中共中央在庐山召开第九届中央委员会第二次全体会议，陈伯达在会上提出“天才论”、并与林彪提议重设国家主席问题相互呼应，攻击张春桥和姚文元一派；毛泽东对陈伯达、林彪互相抱团取暖的态度表示反感，然而当时包括周恩来、陈毅、汪东兴等都人均正面支持陈伯达、林彪的立场。为此8月31日，毛泽东亲书批判陈伯达的《我的一点意见》，在全会印发。会议结束后，毛泽东发言指会议有人搞事，并再次强调不当国家主席，否定了天才的说法，将“设国家主席”定性为“反革命纲领”。至此毛泽东与林彪的矛盾公开化，而汪东兴为此连续两次写信检讨。
中共九届二中全会之后，毛泽东发起了批陈整风运动，该运动的主要目标是陈伯达的天才论，随后扩大到对中央军委办事组成员的批判，直接牵连到林彪集团的主要成员黄永胜、吴法宪、叶群、李作鹏、邱会作等人。1971年毛泽东南巡，为林彪下台制造舆论；而此时林彪集团制作《五七一工程纪要》，策划通过爆炸、暗杀毛泽东的行动。汪东兴负责整个南巡的安全工作，并在主要地点具体安排保卫任务。9月11日，毛泽东突然决定北返，并于9月12日抵达天津；促使林彪集团无法按原计划实施暗杀行动。9月13日凌晨，林彪、叶群、林立果等人被迫北逃苏联，飞机坠毁于蒙古，史称“九一三事件”。
事件爆发后，中共中央撤消军委办事组，成立军委办公会议，由军委副主席叶剑英主持，并由谢富治、张春桥、李先念、李德生、纪登奎、汪东兴、陈士榘、张才千、刘贤权组成，办公会议制度维持至1975年2月。1973年8月，在中共十届一中全会上，汪东兴晋升中央政治局委员。汪东兴长期在中共中央主席毛泽东身边工作。

### 文革结束
1976年9月9日毛泽东逝世，在治丧初期，时任中共中央第一副主席的华国锋就计划解决“四人帮”问题:672。9月11日，华国锋向李先念交底，通过李居中联系，与叶剑英取得一致意见。华国锋积极行动，又得到汪东兴、中央军委负责人陈锡联、北京市委和北京卫戍区负责人吴德等人的支持，在力量对比上完全压倒了“四人帮”。华国锋考虑过开会解决和武力解决两种方式，9月21日与叶剑英密谈后初步确定以“隔离审查”的方式强硬解决。9月26日晚，华征求李、吴的意见后一致认为，在政治局会议获得多数票有把握，在中央全会则无把握，通过党内斗争的正常程序已无法顺利拿下“四人帮”，遂决定“先斩后奏”，待果断处置“四人帮”之后再召开政治局会议追认。叶剑英获悉商议结果后表示完全同意:695。
这种“半合法”的方式是特殊情况下不得不采取的特殊手段，得到陈云“不可避免”、“下不为例”的表态支持。汪东兴率8341部队负责抓捕行动，10月4日确定了具体行动计划:697-698。10月6日，抓捕行动按计划展开，华国锋以讨论《毛泽东选集第五卷》的名义，召集王洪文、张春桥、姚文元在怀仁堂开会，晚8时左右，三人先后抵达，即由华、叶、汪宣布对其“隔离审查”，几乎同时，江青、毛远新分别在住处被宣布“隔离审查”和“就地监护”，谢静宜、迟群等“四人帮”党羽在北京市委被控制。10月6日10时许，华国锋在北京西郊玉泉山9号楼（叶剑英住处）主持召开中央政治局紧急会议。在会上宣布粉碎“四人帮”是毛泽东的遗愿、“四人帮”被抓是文化大革命的胜利:146。
1977年3月至1978年12月，汪东兴兼任毛泽东主席著作编辑出版委员会办公室主任、党委书记。1977年3月至1982年4月，兼任中共中央党校第一副校长。1977年8月，中共提前召开第十一次全国代表大会，汪东兴被选为中共中央政治局常委、中共中央副主席，成为继叶剑英、邓小平、李先念之后党的四位副主席之一，位列中央权力核心第五位。1977年2月在人民日报上出现了“两个凡是”的说法，即“凡是毛主席作出的决策，我们都坚决维护；凡是毛主席的指示，我们都始终不渝地遵循。”支持这一主张的中央领导人主要有汪东兴、陈锡联、纪登奎、吴德和陈永贵，这五人和华国锋在党内形成了“凡是派”，以毛泽东的生前指示为纲领“抓纲治国”。

### 失势
文化大革命结束后，资历深厚的邓小平回到中共最高决策层以稳定局面；而局面稳定后，邓小平与华国锋展开权力斗争:45，主张“实践是检验真理的唯一标准”的务实派渐渐在舆论和中共高层权力中获胜，而毛泽东式的领袖崇拜逐渐失去了光环:51。邓联合陈云、胡耀邦等指责华国锋的“两个凡是”是“极左路线错误”，华国锋一派的领导地位逐渐被邓小平一派取代。
1978年12月，汪东兴在中共十一届三中全会上受到严肃批评，被免除了中共中央办公厅主任的职务，由姚依林取代:200。胡耀邦擔任《毛澤東選集》編輯委員會主任，楊德中擔任警衛部隊八三四一部隊政治委員:200。
1980年2月，中共十一届五中全会又批准他辞去中共中央政治局常委、中央委员会副主席的职务。1982年9月，在中国共产党第十二次全国代表大会上，被选为中共中央候補委员，在当选中央候补委员中，得票倒数第一。1985年9月，被增选为中央顾问委员会委员；并在1987年11月的中共十三大上，连任中顾委委员。1992年10月，汪东兴在中共十四大撤销中共中央顾问委员会后退休。
汪东兴随后搬离了中南海，居住在西单东侧的一个胡同里，远离政坛，赋闲居家，与原国家副主席王震的居宅比邻。晚年的汪东兴热衷于著述，出版《汪东兴日记》和《汪东兴回忆——毛泽东与林彪反革命集团的斗争》等。
2015年8月21日5时28分，汪东兴因病医治无效在北京逝世，享年100岁（满99周岁）。他與亡妻姚湘娥合葬於北京八寶山革命公墓。汪东兴是中国共产党第十届和第十一届中央政治局委员中最后一位辞世的。

## 评价
官方新华社发布的新闻通稿中称其为“中国共产党的优秀党员，久经考验的忠诚的共产主义战士，无产阶级革命家，曾担任党的重要领导职务”。和华国锋的讣告相同，中共中央并没有提及两人在两个凡是问题上的是非。汪东兴的去世，也是十一届三中全会时期，政治局委员以上领导人中最后一位辞世的，他的离去也“象征了一代人的谢幕”。
汪东兴长期担任毛泽东的贴身警卫，为人忠厚。毛泽东为此评价道：“他（汪东兴）是一直要跟我走的，别人用起来我不放心，人还是旧的好一点。他的长处是心细，缺点是理论水平差，不喜欢动脑子。但也不要小看了厚重少文，汉朝的周勃可是立了大功的。”在处理四人帮问题上，汪东兴的果断、迅速和细心，在怀仁堂事件中的处理，受到了各方的赞誉和嘉奖。而在文化大革命期间结束后，阻拦邓小平等中共元老问题上，当时受到支持改革开放的一派批评，并迅速远离政治中心。改革开放以后，汪东兴亦没有继续受到其他派别的苛责；客观上看，当邓小平下放江西时，汪东兴亦解决邓小平两位子女的读书上学问题，为此邓写信表达感激。

## 著作
- 《汪东兴日记》1993年9月出版，内容为1947.3-1948.3随毛主席转战陕北、1949.12-1950.3随毛主席首次访苏、1965.5随毛主席重上井冈山三部分的日记
- 《汪东兴回忆——毛泽东与林彪反革命集团的斗争》1997年出版，内容为1965-1971年经历的回忆

## 家庭
汪东兴妻子姚湘娥是红军时期的医护人员，曾担任过江西省公安厅警卫处副处长等职，后随丈夫调入北京，曾任中央警卫团副政委、警卫处副处长兼警卫值班室主任等职。两人共有7个子女，多数都曾在中国人民解放军中服过役。
- 长子汪春平，曾在北海舰队服役，后转业到北京电报大楼工作。
- 长女汪延群，1945年2月出生于延安，北京轻工业学院毕业。1968年参军，后转业中共中央办公厅老干部局任职。曾担任汪东兴的秘书。[30]
- 女汪大燕。
- 女汪小燕。女婿康永年，任中国人民武装警察部队后勤部管理局副局长，武警大校军衔。
- 子汪振凯，中共中央军事委员会办公厅副主任，少将军衔。历任中央军事委员会办公厅警卫局局长兼党委书记。